# Walther von Loewenich
Walther von Loewenich (* 3. März 1903 in Nürnberg; † 3. Januar 1992 in Erlangen) war ein deutscher evangelisch-lutherischer Kirchenhistoriker.

## Leben
Walther von Loewenich entstammte einem niederrheinischen Rittergeschlecht, das ab dem 17. Jahrhundert durch die Tuchproduktion zu neuem Ansehen gelangte. Sein Urgroßvater Bartholomäus von Loewenich (1779–1830), Stammvater der fränkischen Linie der Familie, hatte 1811 eine Firmenfiliale für Rauchtabak in Erlangen begründet und bezog das später als Loewenichsches Palais betitelte Erlanger Haus, heute ein Kunstmuseum. Walther von Loewenich ist der Sohn des Juristen Clemens von Loewenich (1860–1936) und Lina Heinlein (1873–1959). Sein neun Jahre älterer Bruder Wilhelm kam als Militärpfarrer in Stalingrad ums Leben. Seine Neffen sind der deutsche Staatssekretär Gerhard von Loewenich sowie der bayerische Landesbischof Hermann von Loewenich. Walther von Loewenich war verheiratet mit Elisabeth von Loewenich geb. Thielicke, der Schwester Helmut Thielickes, und ist der Vater des Neonatologen Volker von Loewenich.
Er studierte ab 1922 in Erlangen, Tübingen, Göttingen und Münster Germanistik, Geschichte, Englisch, Philosophie und Theologie. Hierbei lernte er eine Vielzahl bekannter theologischer Lehrern kennen, darunter Karl Barth, Karl Heim, Adolf Schlatter und Emanuel Hirsch. 1927 legte er das erste Examen ab und promovierte 1928 bei Paul Althaus mit einer Arbeit über Luthers theologia crucis. 1931 erfolgte die Habilitation in Kirchengeschichte mit der Arbeit „Das Johannesverständnis im 2. Jahrhundert“.
Während der NS-Zeit wurde Loewenich der Weg auf eine Professur versperrt; er wirkte anstelle dessen von 1935 bis 1945 als Studienrat für evangelische Religion an der Lehrerinnenbildungsanstalt in Erlangen und war gleichzeitig Dozent für Kirchengeschichte. Nach dem Kriegsende ernannte ihn die Erlanger Universität 1946 zum Professor für Kirchen- und Dogmengeschichte, Konfessionskunde und Christliche Kunst, wo er bis zu seiner Emeritierung im Jahre 1971 wirkte. Sein Schüler Karlmann Beyschlag wurde sein Nachfolger. Weitere Schüler waren Dietrich Pirson, Eberhard Wölfel, Gottfried Maron und Bernhard Klaus.
1959 erhielt Loewenich den Bayerischen Verdienstorden und 1984 das Bundesverdienstkreuz 1. Klasse. Von 1959 an war er Mitglied der Philosophisch-historischen Klasse der Bayerischen Akademie der Wissenschaften.
Sein Forschungsschwerpunkt lag vor allem in der Lutherforschung; so war er von 1964 bis 1975 Präsident der Luther-Gesellschaft. Weitere Interessensgebiete lagen in der Patristik, im römischen Katholizismus sowie Neuprotestantismus und theologischen Streitfragen der Gegenwart.

## Werke

### Facharbeiten
- Luthers theologia crucis, München 1929, 61982
- Das Johannesverständnis im 2. Jahrhundert, 1932
- Luther und das johanneische Christentum, 1935
- Die Geschichte der Kirche, Band I und II, Witten 1938
- Paulus, 1940
- Luther als Ausleger der Synoptiker, 1954
- Der moderne Katholizismus, 1955
- Glaube, Kirche, Theologie, 1958
- Von Augustin zu Luther, 1959
- Luther und Lessing, 1960
- Luther und der Neuprotestantismus, 1963
- Protestantischer Glaube, 1964
- Augustin, 1965
- Der moderne Katholizismus, Witten 1955, 81970
- Martin Luther. Der Mann und das Werk, München 1982

### Autobiographisches
- Erlebte Theologie. Begegnungen, Erfahrungen, Erwägungen, München 1979.